# After.Life
Pour les articles homonymes, voir After Life.
Pour plus de détails, voir Fiche technique et Distribution.
After.Life est un film américain réalisé par Agnieszka Wojtowicz-Vosloo (en) et sorti en 2009.

## Synopsis
Après un terrible accident de voiture, une jeune femme se réveille brutalement pour se rendre compte qu'on la prépare pour son enterrement. Confuse, terrifiée, Anna ne croit pas à sa mort alors que le directeur du funérarium lui explique qu'elle transite vers son autre vie et que lui seul est habilité à communiquer avec elle.

## Fiche technique
- Titre original et français : After.Life
- Titre québécois : Après la vie
- Réalisation : Agnieszka Wojtowicz-Vosloo (en)
- Scénario : Agnieszka Wojtowicz-Vosloo (en), Paul Vosloo et Jakub Korolczuk
- Photographie : Anastas N. Michos (de)
- Montage : Niven Howie (de)
- Musique : Paul Haslinger
- Dates de sortie :
  - États-Unis : 7 novembre 2009
  - France : 18 juillet 2012 (sortie limitée uniquement en VOSTFr) ; 31 juillet 2014 (sorti DVD avec VF)

## Distribution
- Christina Ricci : Anna Taylor
- Liam Neeson (VFB : Philippe Résimont) : Eliot Deacon
- Justin Long (VFB : Sébastien Hébrant) : Paul Coleman, le compagnon d'Anna
- Celia Weston : Beatrice Taylor, la mère d'Anna
- Chandler Canterbury : Jack, l'élève d'Anna
- Luz Alexandra Ramos : Diane
- Josh Charles : Tom Peterson
- Rosemary Murphy : Mme Whitehall
- Malachy McCourt : le père Graham
- Shuler Hensley : Vincent Miller
- Alice Drummond : Mme Hutton
- Jack Rovello : le grand gamin

Source et légende : version française (VF) sur le carton du doublage français sur le DVD zone 2.

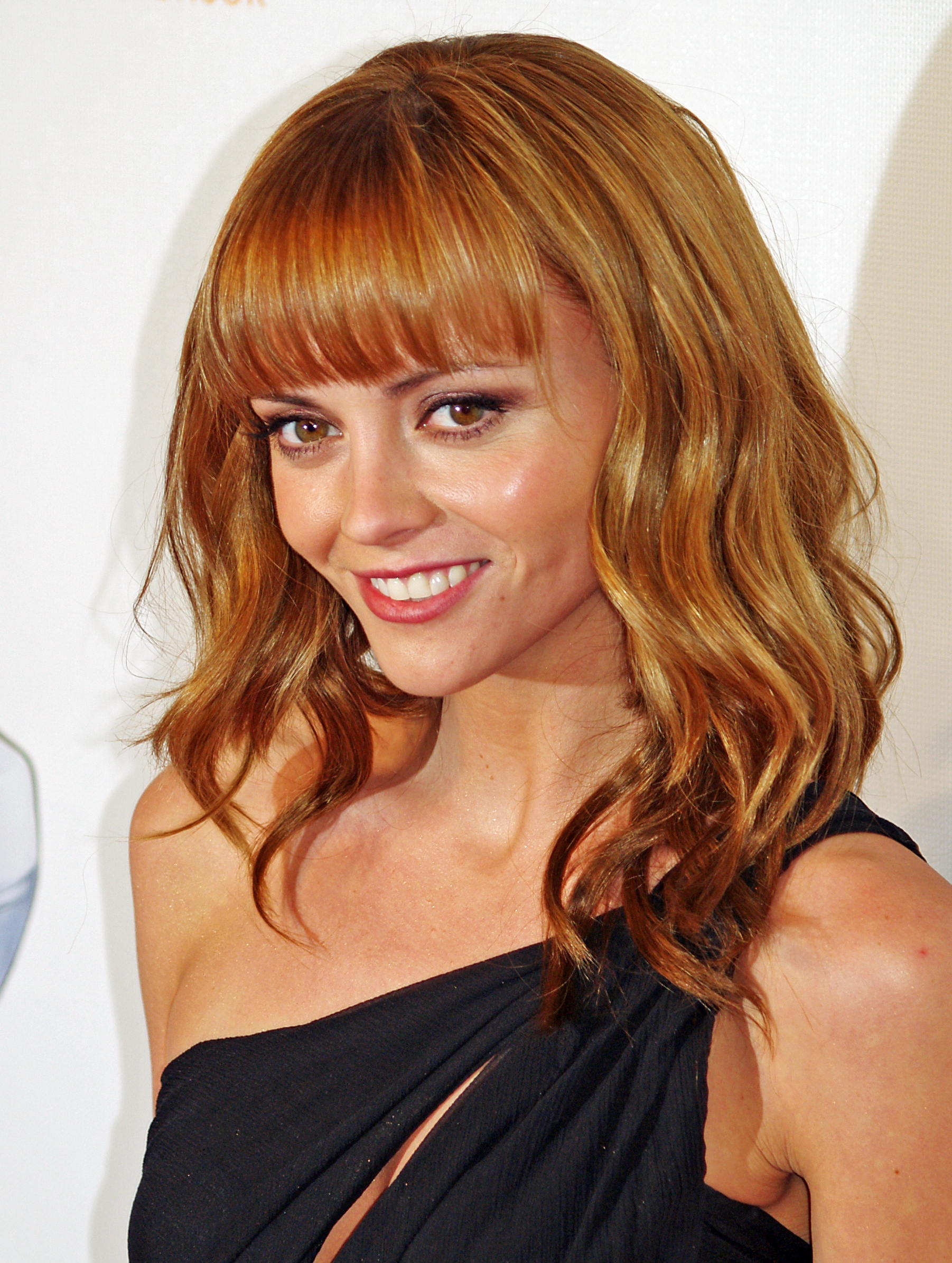
Christina Ricci (Anna Taylor)
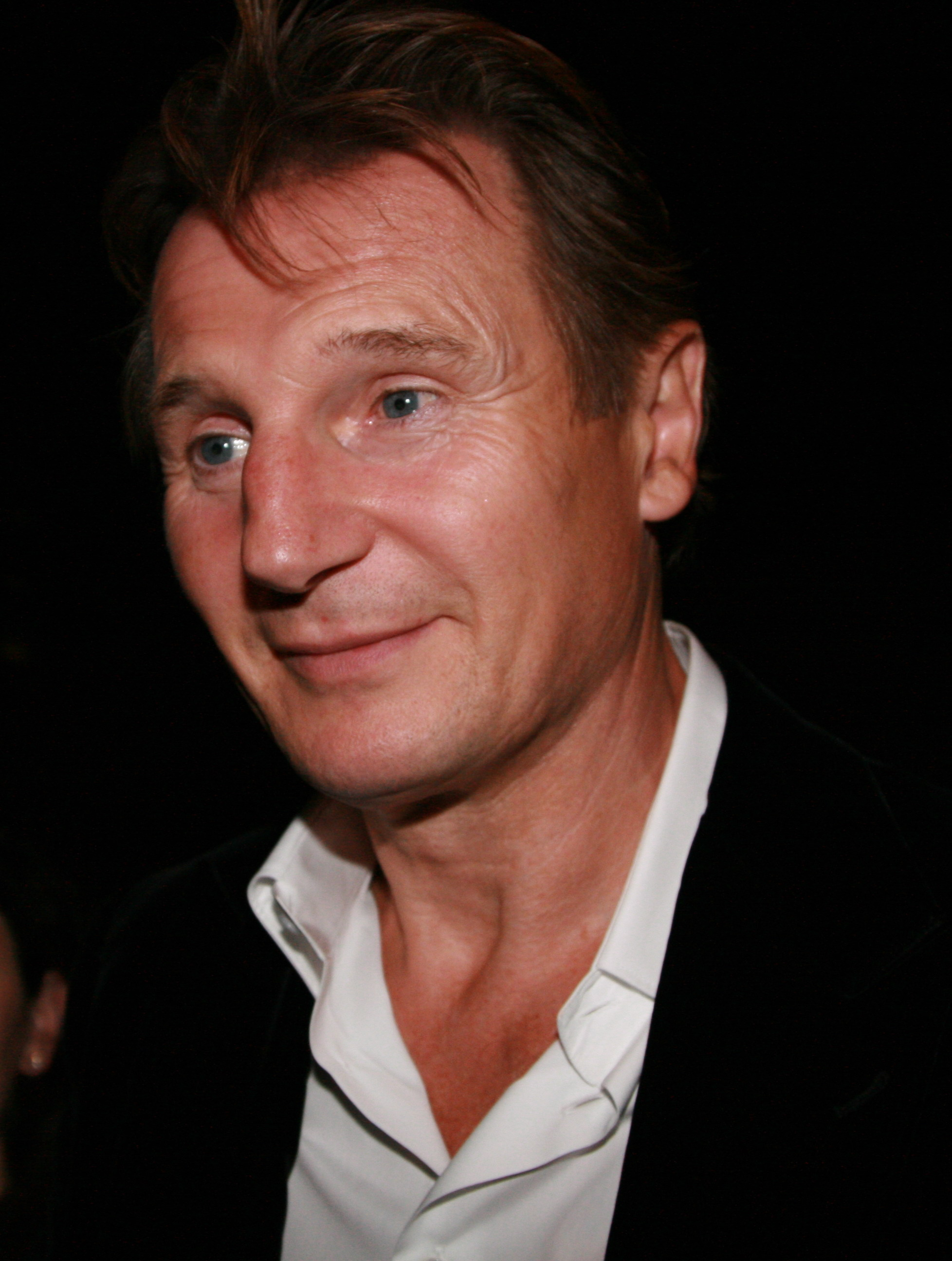
Liam Neeson (Eliot Deacon)
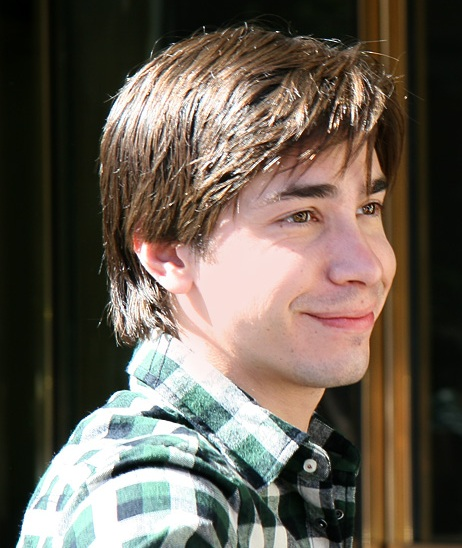
Justin Long (Paul Coleman)
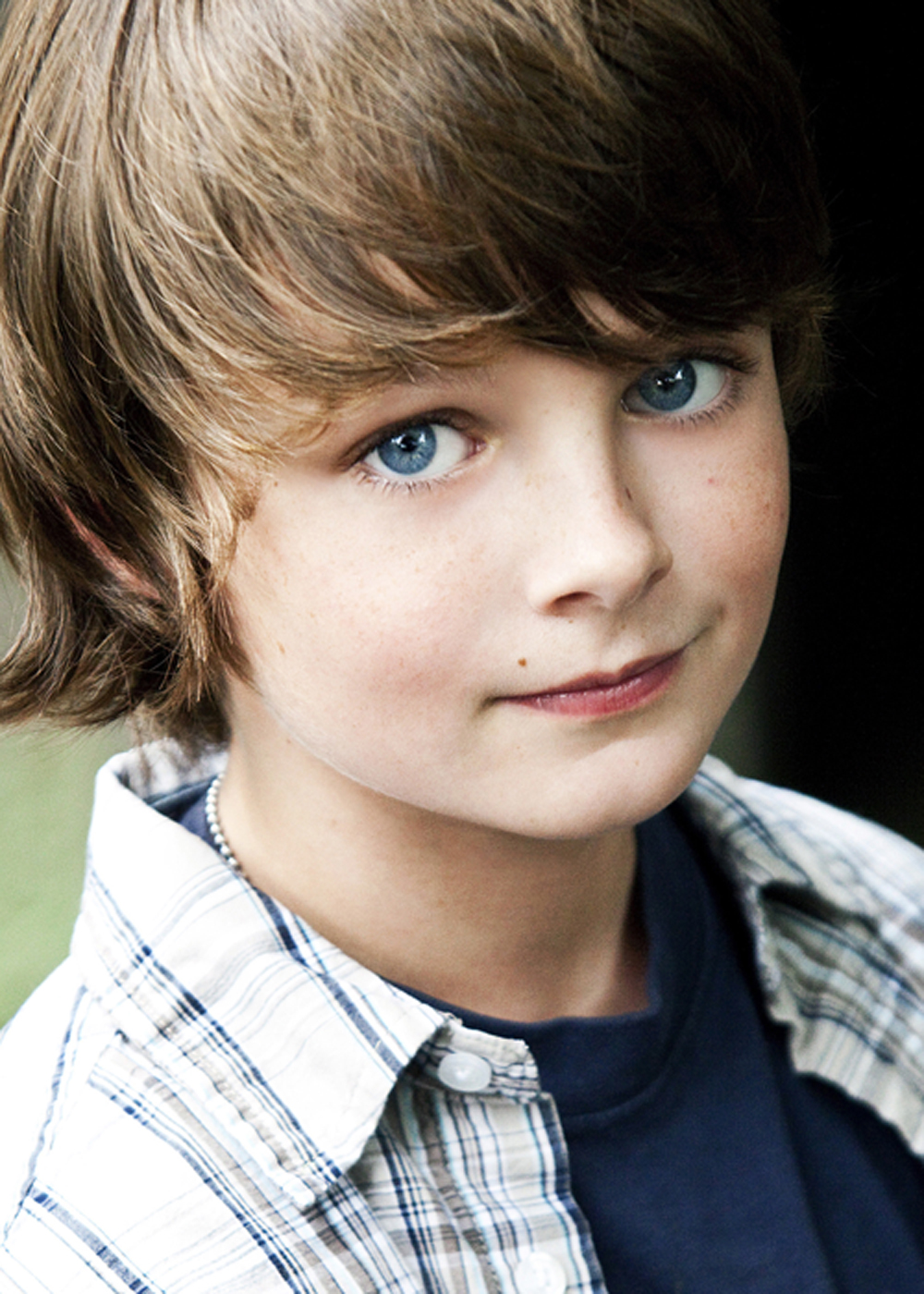
Chandler Canterbury (Jack)